# Aplocheilichthys bukobanus
Aplocheilichthys bukobanus é uma espécie de peixe da família Poeciliidae.
Pode ser encontrada nos seguintes países: Quénia, Tanzânia e Uganda.
Os seus habitats naturais são: rios, pântanos, marismas de água doce e marismas intermitentes de água doce.